# Ștergar

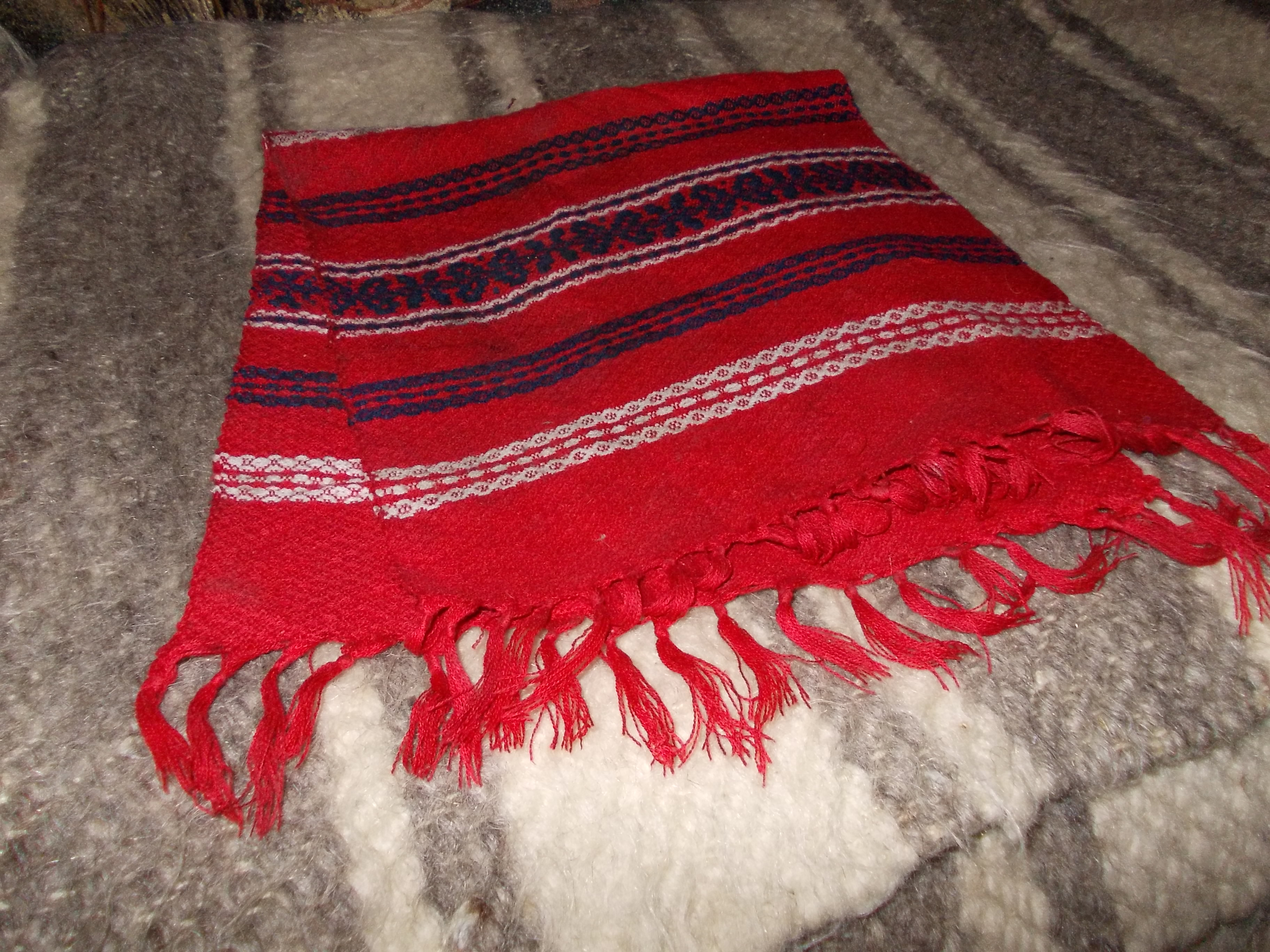
Ștergar

Ștergarul este un produs de artizanat care servește ca podoabă în gospodăriile țărănești din România și din alte țări est-europene. Este de asemenea si un obiect casnic care poate fi folosit pentru ștersul feței, a mâinilor, a veselei etc. 
De obicei este confecționat din țesătură de bumbac, dar poate fi și din alt material textil. Are deseori broderii și franjuri. În portul popular femeiesc din România, ștergarele pot face parte din costum. 
Ștergarele sunt confecționate la războiul de țesut și prezintă modele geografice, florale, animale și tropomorfice. Ștergarele au un important rol ritual în botezuri, nunți sau înmormântări. 
Ștergarele pot avea diferite forme, motive și culori, depinzând de regiunea unde sunt fabricate. Roșu este culoarea predominantă.
Pentru nunta ei, miresele slave au brodat prosoape cu propriile mâini încă din copilărie pentru a-și completa zestrea. A avut prosoape la nastere, la nunta, la toate sarbatorile, a impodobit casa pana la moarte.